# 夏氏 (耶律倍)
夏氏（？—10世纪），后唐莊宗妃，后被后唐明宗嫁给耶律倍。
夏氏何时成后唐莊宗的妃嫔，已无从考证。最初的记载，夏氏以昭容的身份，于同光二年（924年）十一月封虢国夫人。926年，莊宗遇弑，后宫散走。朱守殷入宫，选得三十余人。虢国夫人夏氏因为曾经服侍莊宗，朱守殷不敢留。不久，明宗登基，悉数将莊宗时的妃嫔宫人放回娘家。独夏氏无处可去，因与河阳节度使夏鲁奇同姓，归于其家。长兴二年（931年）春正月壬申，契丹东丹王耶律倍至后唐，拜见明宗。耶律倍的正妻萧氏则留在了东丹国，其余妾室中仅知高氏随同耶律倍到达后唐。明宗将夏氏嫁给了耶律倍，三月辛酉又下诏耶律倍赐姓东丹，名慕华。然而耶律倍性格酷毒，喜好杀人。婢妾有微小的过错，常常加以加酷刑。夏氏惧怕，请求与他离婚（一说请求削发为尼），后来削发为尼直到逝世。
《北梦琐言》中的记载与《新五代史》略有差异，夏氏是与耶律倍离婚后，归于夏鲁奇家，后出家为尼。实际上长兴二年夏四月或之前，夏鲁奇已死。